# Villanova Truschedu
Villanova Truschedu (sardisch: Bidda Noa Truschedu) ist eine italienische Gemeinde (comune) mit 297 Einwohnern (Stand 31. Dezember 2023) in der Provinz Oristano im Westen Sardiniens. Die Gemeinde liegt etwa 16 Kilometer nordöstlich von Oristano am Tirso.

## Verkehr
Durch die Gemeinde führt die Strada Statale 388 del Tirso e del Mandrolisai von Oristano nach Sorgono.
Eine „Nuraghe a tancato“ mit dem verbreiteten Name Santa Barbara liegt in Villanova Truschedu.

## Einzelnachweise

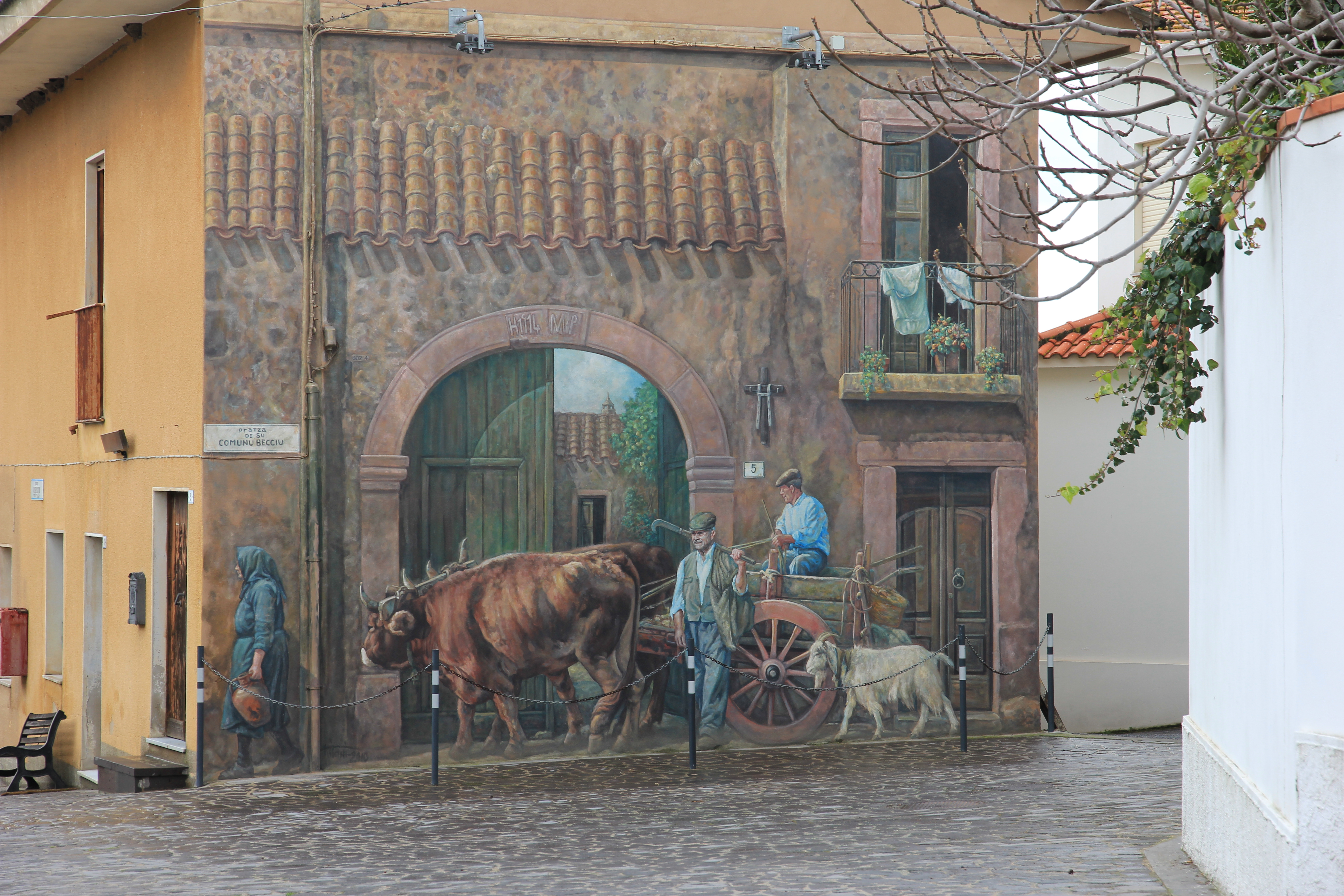
Mauerbild